# George Takei

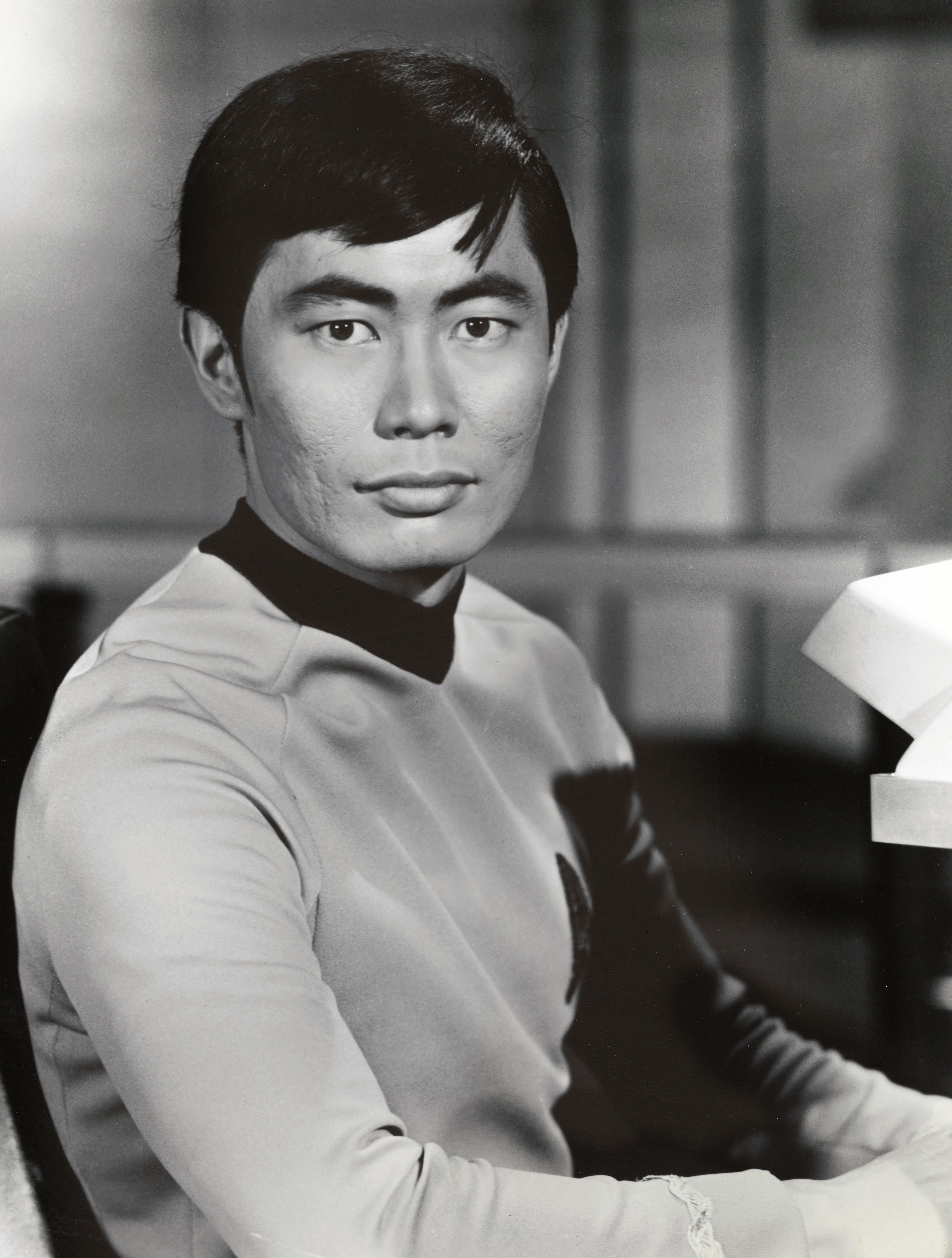
George Takei i rollen som Hikaru Sulu.

George Hosato Takei, född 20 april 1937 i Boyle Heights i Los Angeles, är en amerikansk skådespelare med japanskt påbrå. Takei är antagligen mest känd för sin roll som Hikaru Sulu TV-serien Star Trek. Han har även uppmärksammats tack vare sin roll i TV-serien Heroes och sin medverkan i The Howard Stern Show. 
I januari 2009 medverkade han i ett dubbelavsnitt av den animerade TV-serien Star Wars: The Clone Wars.

I oktober 2005 kom Takei ut som homosexuell. Han och maken Brad Altman, som vigdes i september 2008, har varit tillsammans sedan 1987 och är det första samkönade paret att delta i The Newlywed Game. I samband med att det i delstaten Tennessee i USA diskuterades att förbjuda för lärare att i skolan ta upp homosexualitet, den så kallade "don't say gay"-lagen, lånade Takei ut sitt efternamn och föreslog att man istället för "gay" kan säga "Takei".

## Utmärkelser
Asteroiden 7307 Takei är uppkallad efter honom.

## Filmografi (urval)

### Filmer
| År   | Titel                                   | Roll                       | Not       |
| ---- | --------------------------------------- | -------------------------- | --------- |
| 1960 | Hell to Eternity                        | George                     |           |
| 1965 | Red Line 7000                           | Kato                       |           |
| 1966 | Walk, Don't Run                         | Polischef                  |           |
| 1968 | De gröna baskrarna (film)               | Kapten Nim                 |           |
| 1979 | Star Trek                               | Örlogskapten Sulu          |           |
| 1982 | Star Trek II - Khans vrede              | Kommendörkapten Sulu       |           |
| 1984 | Star Trek III                           | Kommendörkapten Sulu       |           |
| 1986 | Star Trek IV - Resan hem                | Kommendökapten Sulu        |           |
| 1989 | Star Trek V - Den yttersta gränsen      | Kommendörkapten Sulu       |           |
| 1990 | Blodsed                                 | Viceamiral Baron Takahashi |           |
| 1991 | Star Trek VI - The Undiscovered Country | Kapten Sulu                |           |
| 1994 | Oblivion                                | Doc Valentine              |           |
| 1998 | Mulan                                   | Förfadern                  |           |
| 2008 | Ninja Cheerleaders                      | Ninja Sensei Hiroshi       |           |
| 2008 | You Don't Mess with the Zohan           | Sig själv                  | Cameoroll |
| 2011 | Larry Crowne                            | Dr. Ed Matsutani           |           |
| 2012 | Strange Frame                           | Tamadamsa                  |           |
| 2013 | Free Birds                              | S.T.E.V.E.                 | Röstroll  |
| 2015 | The Gettysburg Address                  | Sig själv                  |           |

### TV-serier
| År           | Titel                            | Roll                                                       | Info |
| ------------ | -------------------------------- | ---------------------------------------------------------- | --- |
| 1959         | Perry Mason                      | Toma Sakai                                                 | 1 avsnitt: Säsong 3, avsnitt 4 - The Case of the Blushing Pearls |
| 1964         | The Twilight Zone                | Arthur Takamori                                            | 1 avsnitt: Säsong 5, avsnitt 151 - The Encounter |
| 1966         | På farligt uppdrag               | Roger Lee                                                  | 1 avsnitt: Säsong 1 - avsnitt 10 - The Carriers |
| 1966–1969    | Star Trek                        | Löjtnant Hikaru Sulu                                       | |
| 1986         | MacGyver                         | Dr. Shen Wei                                               | 1 avsnitt: Season 2 avsnitt 4 "The Wish Child" |
| 1987         | Miami Vice                       | Kenneth Togaru                                             | 1 avsnitt: Säsong 3 - avsnitt 20 - By Hooker By Crook |
| 1991–present | The Simpsons                     | Restaurangägare, Akira, servitör, Wink, the Game Show Host | 4 avsnitt: Säsong 2 avsnitt 11: "One Fish, Two Fish, Blowfish, Blue Fish" Säsong 10 avsnitt 23: "Thirty Minutes Over Tokyo" Säsong 13 avsnitt 4: "A Hunka Hunka Burns in Love" Säsong 24 avsnitt 17: "What Animated Women Want" |
| 1996         | Star Trek: Voyager               | Capt. Sulu                                                 | 1 avsnitt: Säsong 3 avsnitt 2 "Flashback" |
| 1999         | Batman Beyond                    | Mr. Fixx                                                   | 2 avsnitt: Säsong 1 avsnitt 1: "Rebirth: Part 1", Säsong 1 avsnitt 2: "Rebirth: Part 2" |
| 2002–2007    | Kim Possible                     | Master Sensei                                              | |
| 2002         | Futurama                         | Sig själv/Hikaru Sulu                                      | 1 avsnitt: Säsong 4 avsnitt 11 "Where No Fan Has Gone Before" |
| 2002         | Jackie Chan Adventures           | High Mystic                                                | 1 avsnitt: Säsong 2 avsnitt 28 "The Chosen One" |
| 2004         | Scrubs                           | Präst                                                      | 1 avsnitt: Säsong 3 avsnitt 22 "My Best Friend's Wedding" |
| 2006         | Will & Grace                     | Sig själv                                                  | 1 avsnitt: Säsong 8 avsnitt 18 "Buy, Buy Baby" |
| 2007–2010    | Heroes                           | Kaito Nakamura                                             | |
| 2008–2009    | Chowder                          | Foie Gras                                                  | 2 avsnitt: "Chowder and Mr. Fugu", "Hands on a Big Mixer" |
| 2009         | Transformers: Animated           | Yoketron                                                   | 1 avsnitt: Säsong 3 avsnitt 6: "Five Servos of Doom" |
| 2010         | The Big Bang Theory              | Sig själv                                                  | 1 avsnitt: Säsong 4 avsnitt 4 "The Hot Troll Deviation" |
| 2010         | Scooby-Doo! Mystery Incorporated | Mr. Wang/White Wizard                                      | 1 avsnitt: Säsong 1 avsnitt 18 "The Dragon's Secret" |
| 2011–2013    | Supah Ninjas                     | Hologramps and Evil Grandpa                                | Huvudkaraktär |
| 2012, 2014   | Archer                           | Herr Moto                                                  | 2 avsnitt: Säsong 3 avsnitt 7 "Drift Problem", Säsong 5 avsnitt 3 "Archer Vice: A Debt of Honor" |
| 2012         | Futurama                         | Sig själv                                                  | (Cameo) 1 avsnitt: Säsong 7 avsnitt 5 "Zapp Dingbat" |
| 2010–2012    | Adventure Time                   | Ricardio the Heart Guy                                     | 2 avsnitt: "Ricardio the Heart Guy", "Lady and Peebles" |
| 2012         | Hawaii Five-0                    | Uncle Choi                                                 | 1 avsnitt, Säsong 3 avsnitt 11: "Kahu" playing Chin Ho Kelly's (Daniel Dae Kim) uncle |
| 2012–2013    | Transformers: Prime              | Alpha Trion                                                | 2 avsnitt, Säsong 2 avsnitt 21: "Alpha/Omega", Säsong 3 avsnitt 4: "Rebellion" |
| 2013–present | The Neighbors                    | Överbefälhavaren/fadern                                    | recurring role |
| 2013         | Futurama                         | Sig själv                                                  | (Cameo) 1 avsnitt: Säsong 7 avsnitt 19 "Saturday Morning Fun Pit" |
| 2013         | Ultimate Spider-Man              | Elder Monk                                                 | 1 avsnitt |
| 2013         | Lost Girl                        | Snake Man / Amphisbaena                                    | 1 avsnitt |
| 2014         | King of the Nerds                | Sig själv                                                  | Säsong 2 avsnitt 6 |